# Heinrich von Förster (Architekt)

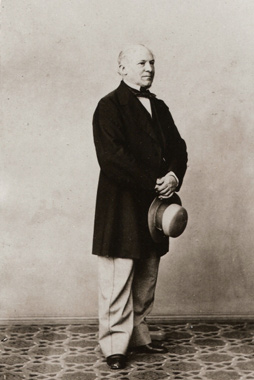
Heinrich Förster (Archiv Künstlerhaus)

Heinrich Förster, seit 1863 Heinrich Ritter von Förster (* 14. Mai 1832 in Wien; † 31. Jänner 1889 ebenda) war ein österreichischer Architekt und Stadtbaumeister.

## Leben
Heinrich Förster war der Sohn des 1863 geadelten Architekten Ludwig von Förster und der ältere Bruder von Emil von Förster, der gleichfalls Architekt war. Seine Schwester Sophie war mit dem berühmten Theophil von Hansen verheiratet. Er besuchte 1852/53 ein Semester lang die Malerei-Schule der Akademie der bildenden Künste Wien. Danach machte er offenbar eine Lehre bei einem Baumeister, da er 1861 die Baumeisterkonzession erwarb.
Nach dem Tod des Vaters gab Heinrich von Förster von 1864 bis 1870 gemeinsam mit seinem Bruder Emil die Allgemeine Bauzeitung heraus, die Ludwig Förster begründet hatte. Von März bis Oktober 1869 war er zudem Direktor der Allgemeinen österreichischen Baugesellschaft. In den Jahren 1873 bis 1875 war er Direktor des Wiener Bauvereins. Ab 1876 führte Förster eine eigene Baufirma, die Bauten für andere Architekten ausführte, aber auch einige Gebäude nach eigenen Entwürfen errichtete.
1887 wurde Heinrich Ritter von Förster Besitzer der Lilienfelder Zementfabrik. Sein Gesundheitszustand verschlechterte sich zusehends, sodass er sich 1888 gänzlich aus seiner Baufirma zurückzog und die Sommermonate in Lilienfeld verbrachte. Er verlor sein Gehör und starb im Alter von 57 Jahren. Er hinterließ seine Frau Hermine, eine Tochter des Valentin von Streffleur, mit der er seit 1861 verheiratet war, fünf Töchter und zwei Söhne. Förster wurde auf dem Hütteldorfer Friedhof bestattet.  1904 erfolgte die kaiserliche Genehmigung der Namensvereinigung "von Förster-Streffleur" für seine Witwe und die gemeinsamen Nachkommen.

## Werk
Heinrich von Förster stand als Architekt stets im Schatten seines Vaters und seines Bruders. Demgemäß war er vorwiegend als ausführender Baumeister für andere Architekten tätig, errichtete aber auch einige Wohnbauten nach eigenen Entwürfen. Diese waren stilistisch der Wiener Neorenaissance verpflichtet, zeichneten sich durch eine ausgeprägte Plastizität der Fassadengestaltung aus und standen deutlich unter dem Einfluss seines Schwagers Theophil Hansen.
1867 erhielt er eine bronzene Medaille in Paris. Ab 1869 war er Mitglied der Gesellschaft der bildenden Künstler Wien.

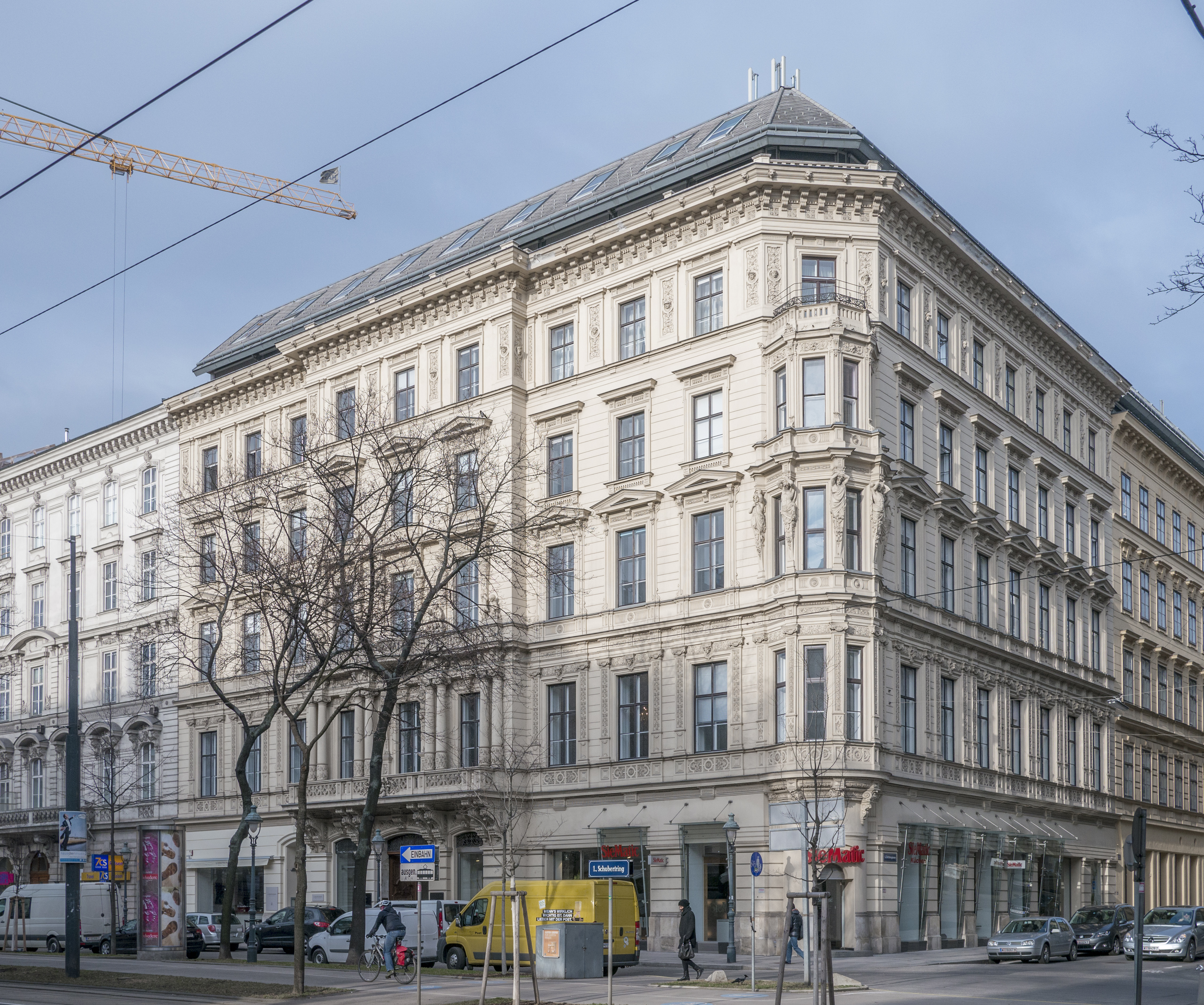
Schubertring 6 (1863–1864)

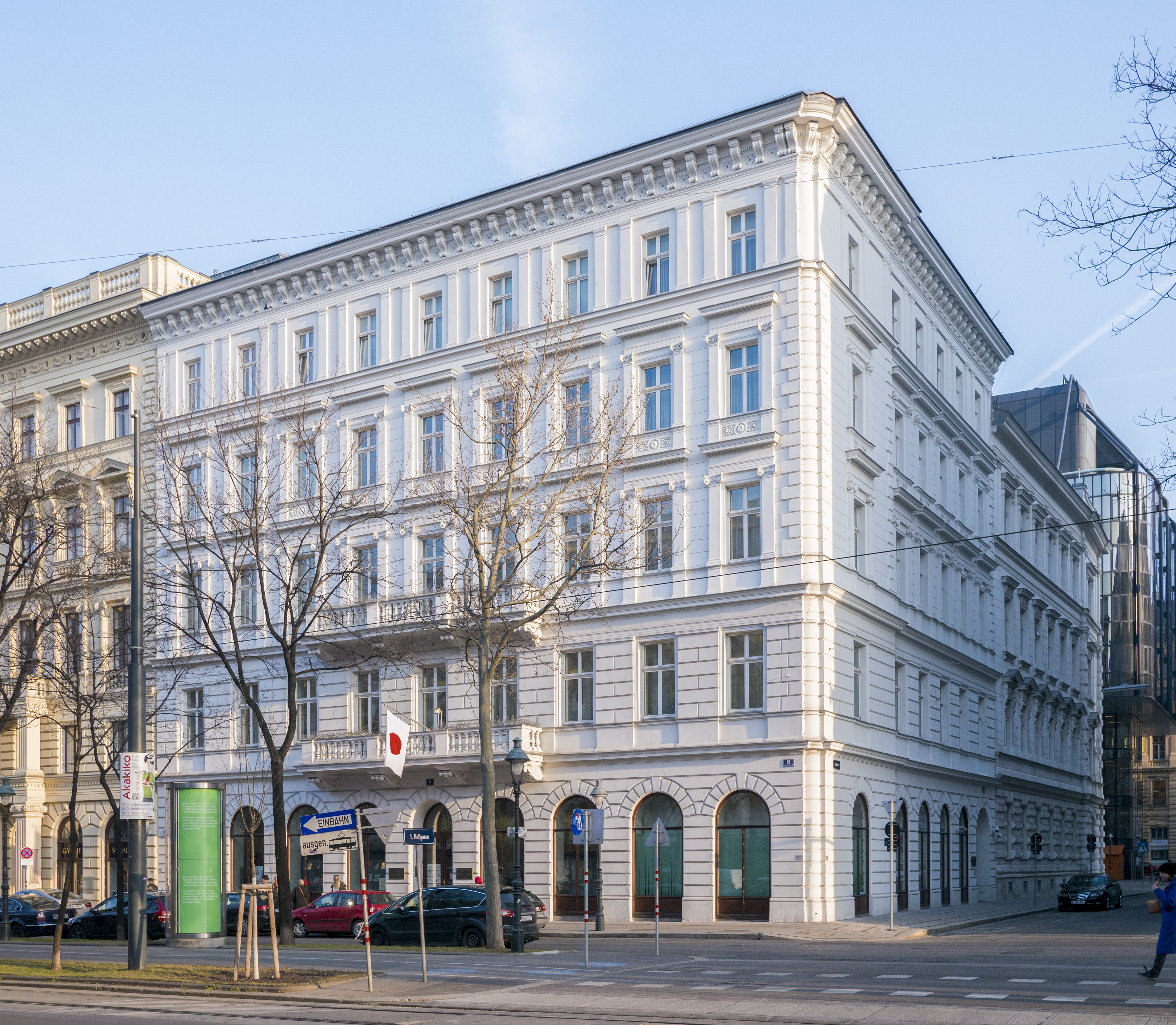
Schottenring 8 (1869–1870)

- Schloss Ambras, Innsbruck (1858–1860), Umbau- und Restaurierungsarbeiten gemeinsam mit Ludwig Förster
- Miethaus, Walfischgasse 4, Wien 1 (1861), gemeinsam mit Hermann Wehrenfennig
- Miethaus, Schubertring 6, Wien 1 (1863–1864), gemeinsam mit Hermann Wehrenfennig
- Markthalle Tandelmarkt, bei der Rossauer Kaserne, Wien 9 (1864), 1944 zerstört
- Miethäuser, Schottenring 8–12, Wien 1 (1869–1870), gemeinsam mit Moritz Hinträger; unter Denkmalschutz
- Miethaus, Universitätsring 12, Wien 1 (1869–1872), Ausführung; Architekt Emil Förster
- Miethaus, Esslinggasse 8–10, Wien 1 (1870)
- Miethaus, Esslinggasse 18, Wien 1 (1870–1871)
- Wohnhaus, Getreidemarkt 10, Wien (1871–1872)
- Wohnhaus Theimer, Reisnerstraße 41, Wien 3 (1872)
- Hotel (Palais Hansen), Schottenring 20–26, Wien 1 (1873), Ausführung; Architekt Theophil Hansen; nach Weltausstellung Wohnhaus, ab 1941 Amtsgebäude der Stadt Wien, heute Hotel Kempinski
- Zementwerk, Perlmoosergasse, Schrambach bei Lilienfeld (1873), gemeinsam mit Theodor Hoppe; nur Teile erhalten
- Miethaus, Rechte Bahngasse 34 / Neulinggasse 42, Wien 3 (1874), Ausführung; Architekt Robert Raschka
- Miethaus, Bennogasse 31, Wien 8 (1875)
- Miethaus, Landstraßer Hauptstraße 98, Wien 3 (1877)
- Miethaus, Kolonitzplatz 8 / Bechardgasse 1, Wien 3 (1877), Ausführung; Architekt Emil Förster
- Miethaus, Karlsgasse 20, Wien 4 (1879), nicht gesichert